# XX Comunità montana dei Monti Sabini
La XX Comunità montana dei Monti Sabini è una delle comunità montane del Lazio, sita in provincia di Rieti

## Composizione
La comunità montana consta di 8 comuni:
- Casaprota
- Orvinio
- Monteleone Sabino
- Poggio Moiano
- Poggio San Lorenzo
- Pozzaglia Sabina
- Scandriglia
- Torricella in Sabina